# سوء الفهم الشائع لعلم الوراثة
خلال النصف الأخير من القرن 20، نضجت مجالات علم الوراثة وعلم الأحياء الجزيئي بشكل كبير، مما زاد بشكل كبير من فهم الوراثة البيولوجية. كما هو الحال مع مجالات المعرفة المعقدة والمتطورة الأخرى، كان الوعي العام بهذه التطورات في المقام الأول من خلال وسائل الإعلام، وقد نشأ عدد من سوء الفهم الشائع لعلم الوراثة.

## الحتمية الجينية
من المفاهيم الخاطئة الشائعة أن جميع أنماط سلوك الحيوان، وبشكل عام نمطه الظاهري، يتم تحديدها بشكل صارم من خلال جيناته. على الرغم من وجود العديد من الأمثلة على الحيوانات التي تعرض سلوكًا معينًا محددًا جيدًا ومبرمجًا وراثيًا، لا يمكن استقراء هذه الأمثلة لجميع سلوكيات الحيوانات. هناك أدلة جيدة على أن بعض الجوانب الأساسية للسلوك البشري، مثل إيقاعات الساعة البيولوجية لها أساس وراثي، ولكن من الواضح أن العديد من الجوانب الأخرى ليست كذلك.
في المقام الأول، الكثير من التباين الظاهري لا ينبع من الجينات نفسها. على سبيل المثال:
1. الوراثة اللاجينية. يشمل هذا التعريف الأوسع جميع آليات الوراثة البيولوجية التي لا تغير تسلسل الحمض النووي للجينوم. في تعريف أضيق، فإنه يستبعد الظواهر البيولوجية مثل تأثيرات البريونات والأجسام المضادة للأم والتي يتم توريثها أيضًا ولها آثار واضحة على البقاء.
2. التعلم من التجربة. من الواضح أن هذه الميزة مهمة للبشر، ولكن هناك أدلة كثيرة على السلوك المكتسب في الأنواع الحيوانية الأخرى (الفقاريات واللافقاريات). حتى أن هناك تقارير عن سلوك مكتسب في يرقات ذبابة الفاكهة.[7]

## جين ل صفة
في السنوات الأولى لعلم الوراثة، اقترح أنه قد يكون هناك "جين" لمجموعة واسعة من الخصائص الخاصة. كان هذا جزئيًا؛ لأن الأمثلة التي تمت دراستها من مندل فصاعدًا ركزت حتمًا على الجينات التي يمكن تحديد آثارها بسهولة؛ جزئيًا أنه كان من الأسهل تدريس العلوم بهذه الطريقة؛ ويرجع ذلك جزئيًا إلى أن رياضيات الديناميكيات التطورية تكون أبسط إذا كان هناك تخطيط بسيط بين الجينات والخصائص المظهرية.
وقد أدى ذلك إلى تصور عام بأن هناك "جينًا ل" السمات التعسفية، مما أدى إلى الجدل في حالات معينة مثل "جين مثلي الجنس" المزعوم. ومع ذلك، في ضوء التعقيدات المعروفة لشبكات التعبير الجيني (وظواهر مثل علم ما فوق الجينات)، فمن الواضح أن الحالات التي يكون فيها جين واحد "يرمز إلى" تأثير نمط ظاهري واحد يمكن تمييزه نادرًا، وأن العروض الإعلامية لـ "الجين بالنسبة إلى صفة "تبسيط الغالبية العظمى من المواقف بشكل مفرط.

## الجينات كمخطط
من المعتقد على نطاق واسع أن الجينات توفر "مخططًا" للجسم بنفس الطريقة التي تصف بها مخططات الهندسة المعمارية أو الميكانيكية المباني أو الآلات. على المستوى السطحي، تشترك الجينات والمخططات التقليدية في خاصية مشتركة تتمثل في كونها ذات أبعاد منخفضة (يتم تنظيم الجينات كسلسلة أحادية البعد من النيوكليوتيدات؛ المخططات عادةً ما تكون رسومات ثنائية الأبعاد على الورق) ولكنها تحتوي على معلومات حول الهياكل ثلاثية الأبعاد بالكامل. ومع ذلك، فإن وجهة النظر هذه تتجاهل الاختلافات الأساسية بين الجينات والمخططات في طبيعة التعيين من المعلومات ذات الترتيب المنخفض إلى الكائن ذي الترتيب العالي.
في حالة الأنظمة البيولوجية، تفصل سلسلة طويلة ومعقدة من التفاعلات المعلومات الجينية عن الهياكل والوظائف العيانية. يوضح الرسم البياني المبسط التالي للسببية هذا:
الجينات ← التعبير الجيني ← البروتينات ← المسارات الأيضية ← الهياكل الخلوية الفرعية ← الخلايا ← الأنسجة ← الأعضاء ← الكائنات الحية
حتى على النطاق الصغير، فإن العلاقة بين الجينات والبروتينات (التي كان يُنظر إليها على أنها "جين واحد، عديد ببتيد واحد") أكثر تعقيدًا، بسبب التضفير البديل.
أيضًا، فإن السلاسل السببية من الجينات إلى الوظيفة ليست منفصلة أو معزولة ولكنها متشابكة معًا، والأكثر وضوحًا في المسارات الأيضية (مثل حلقة كالفين ودورة حمض الستريك) التي تربط سلسلة متوالية من الإنزيمات (وبالتالي، المنتجات الجينية)لتشكيل نظام كيميائي حيوي متماسك. علاوة على ذلك، فإن تدفق المعلومات في السلسلة ليس فقط في اتجاه واحد. بينما تصف الهدف الرئيسي لعلم الأحياء الجزيئية كيف لا يمكن نقل المعلومات مرة أخرى إلى المعلومات الوراثية القابلة للوراثة، يمكن أن تكون الأسهم السببية الأخرى في هذه السلسلة ثنائية الاتجاه، مع ردود فعل معقدة تنظم التعبير الجيني في النهاية.
بدلاً من أن تكون خريطة خطية بسيطة، فإن هذه العلاقة المعقدة بين النمط الجيني والنمط الظاهري ليست مباشرة لفك الترميز. بدلاً من وصف المعلومات الجينية كمخطط أولي، اقترح البعض أن التمثيل الأكثر ملاءمة هو وصفة الطهي، حيث يتم الجمع بين مجموعة من المكونات عبر مجموعة من التعليمات لتشكيل بنية منبثقة، مثل الكعكة، أي غير موصوف صراحة في الوصفة نفسها.

## الجينات كالكلمات

يوضح هذا الرسم التخطيطي الأسلوبي الجين فيما يتعلق بالبنية الحلزونية المزدوجة للحمض النووي والكروموسوم (على اليمين). غالبًا ما توجد الإنترونات في جينات حقيقيات النوى التي يتم إزالتها في عملية التضفير: فقط الإكسونات تقوم بترميز البروتين. يصف هذا الرسم البياني منطقة بها 40 قاعدة فقط أو نحو ذلك كجينات. في الواقع، معظم الجينات أكبر بمئات المرات ولديها العديد من الإنترونات، وأحيانًا أكثر من 100.

يُفترض عمومًا أن الجين هو "تسلسل خطي من النيوكليوتيدات على طول مقطع من الحمض النووي الريبوزي منقوص الأكسجين يوفر التعليمات المشفرة لتخليق الحمض النووي الريبوزي" وحتى بعض القواميس الطبية الحالية تحدد الجين على أنه "وحدة وراثية تشغل موقعًا محددًا على كروموسوم، يحدد خاصية معينة في الكائن الحي عن طريق توجيه تكوين بروتين معين، وقادر على تكرار نفسه في كل انقسام خلية."
في الواقع، كما يوضح الرسم التخطيطي، فإن الجينات هي مفاهيم أكثر تعقيدًا ومراوغة. التعريف الحديث المعقول للجين هو "منطقة يمكن تحديد موقعها من التسلسل الجيني، تتوافق مع وحدة الوراثة، والتي ترتبط بالمناطق التنظيمية، والمناطق المنسوخة و / أو مناطق التسلسل الوظيفي الأخرى."
يستمر هذا النوع من سوء الفهم عندما تشير وسائل الإعلام السائدة إلى أن جينوم الكائن الحي قد "تم فك رموزه" عندما يقصدون أنه تم ببساطة ترتيب تسلسله.